# Peter Swarte
Peter Swarte (Nederland, 1942 - 19 november 2016) was een geluidstechnicus, auteur en docent, wiens specialisatie elektro-akoestiek is.

## Biografie
Swarte raakte in zijn vroege jeugd geïnteresseerd in geluidsreproductie door het bouwen van zijn eigen radio's. Tijdens een bezoek aan een internationale bijeenkomst voor elektronica en audio ontdekte hij zijn passie voor high fidelity-geluidsweergave. Na zijn voortgezet onderwijs had hij zoveel versterkers, luidsprekerkasten en platenspelers gebouwd, dat hij besloot om ontwerper/technicus van audio-apparatuur te worden.
Hij werd in 1964 ontwikkelaar van microfoons en luidsprekers bij Philips Electronics in Eindhoven. Hij kreeg zijn Bachelor of Science in Natuurkunde en ontwikkelde diverse types magneto-dynamische, electro-dynamische en electreet-omzetters voor commerciële-, professionele- en veiligheidstoepassingen.
In 1977 begon Swarte als applicatietechnicus voor professionele audiosystemen. In deze hoedanigheid onderrichtte en ondersteunde hij verkopers en projecttechnici wereldwijd binnen de Philips organisatie bij het ontwerpen en bouwen van geluidssystemen in stadions, kerken, luchthavens en congrescentra. Hij verwierf patenten voor actieve geluidsabsorptie, reflectiesystemen en capacitive transducers.
Vanaf 1987 verzamelde hij als afdelingshoofd uitgebreide applicatiekennis over wereldwijde datanetwerken, videoconferentiesystemen en digitale audiocommunicatie. Hij werkte samen met wetenschappers aan de toepassing van een automatisch interpretatiesysteem gericht op spraak en verstaanbaarheid.
Begin 1998 werd Swarte onafhankelijk adviseur voor akoestiek en elektro-akoestiek. Samen met dr. Ronald M. Aarts van Philips Research Labs ontwikkelde hij het "dormant base"-systeem (dB) voor het elimineren van hinderlijk geluid van discotheken en entertainmentcentra. Tot begin 2016 gaf hij een postdoctorale cursus elektro-akoestiek in Antwerpen.
Hij was vicevoorzitter, en later voorzitter, van de Nederlandse sectie van de AES. Hij was voorzitter van de 110e (2001), de 114e (2003) en de 124e (2008) AES-conventies in Amsterdam. Peter Swarte was gouverneur voor de AES voor een termijn van twee jaar vanaf oktober 2003 en vicepresident voor de Noord-Europese regio vanaf november 2006 tot november 2008. Van 2010 tot 2015 fungeerde hij opnieuw als commissielid van de Nederlandse AES-sectie..

## boeken
Swarte, Peter (2010). Introductie tot de Elektro-akoestiek. Elektor, Susteren, pp. 200. ISBN 978-9-053-81256-3. Geraadpleegd op 13 januari 2018.